# USS Franklin D. Roosevelt (CVB-42)
«Франклін Рузвельт» (англ. USS Franklin D. Roosevelt (CVB-42)) — важкий американський авіаносець, типу «Мідвей».

## Історія служби

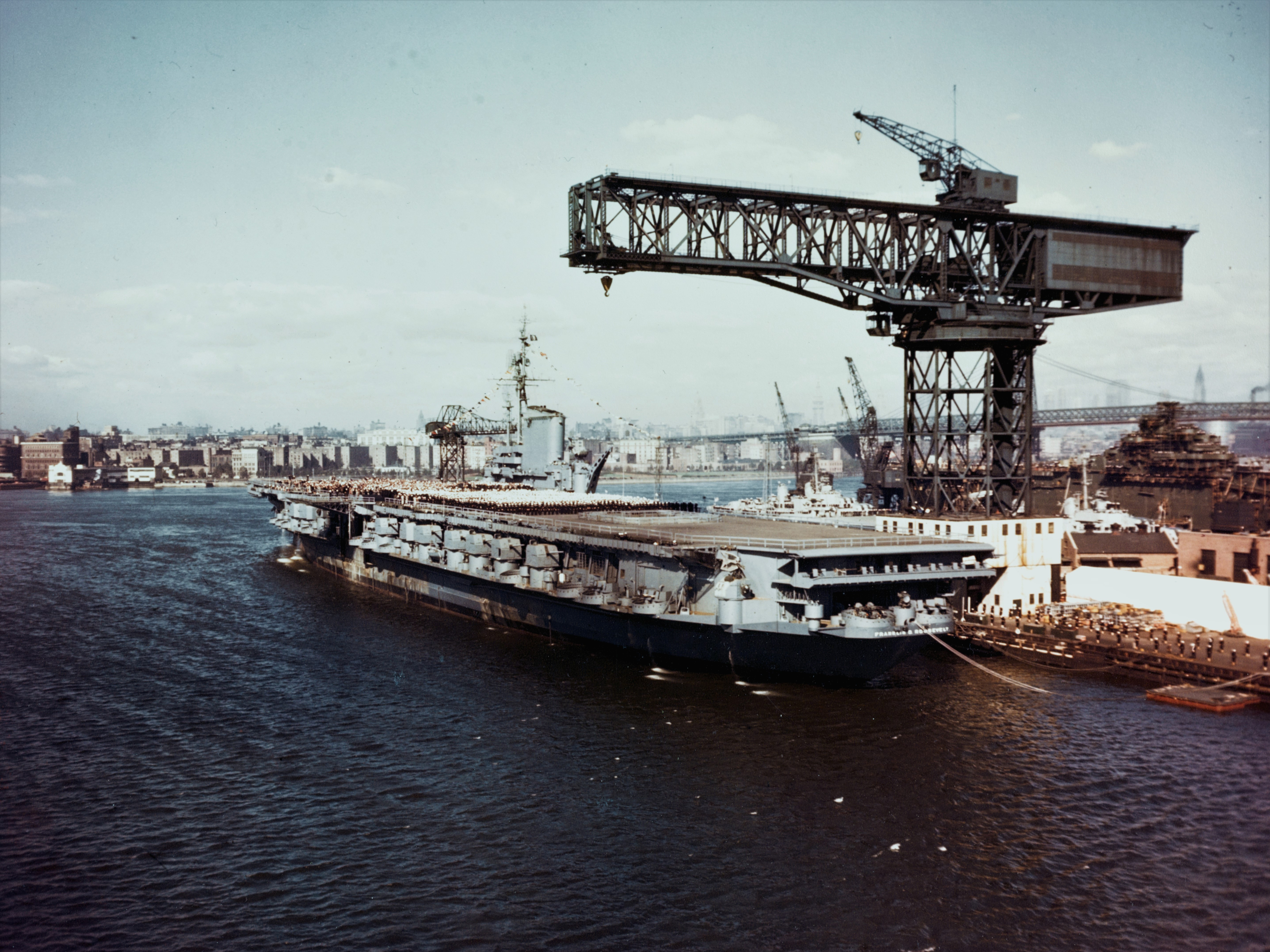
«Франклін Рузвельт» перед вступом у стрій, 1945 рік

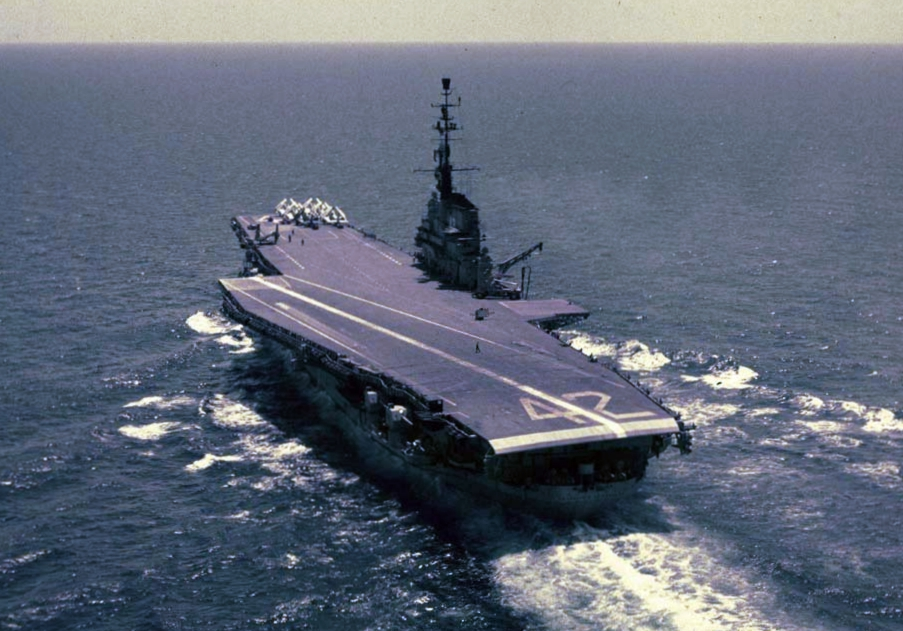
«Франклін Рузвельт» Після модернізації SCB-110, 1956 рік

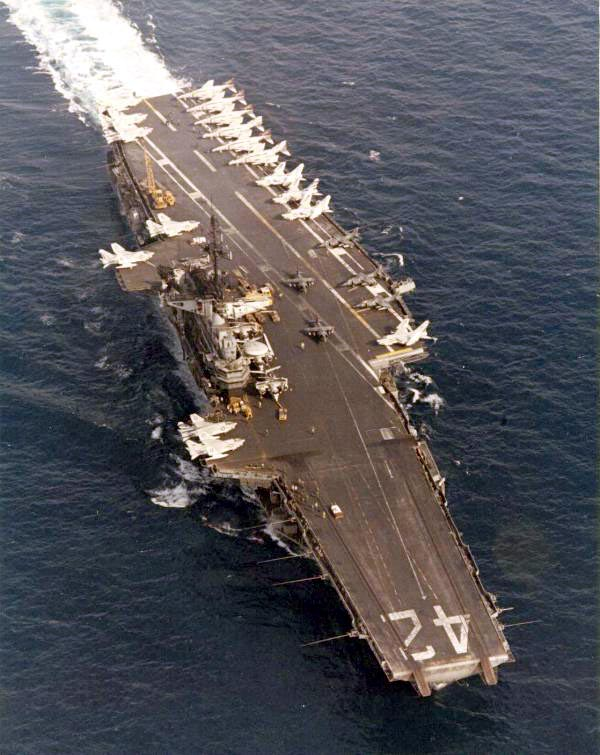
«Франклін Рузвельт» Після модернізації 1968—1969 років

### Початок служби
Корабель закладений 1 грудня 1943 року на верфі флоту у Нью-Йорку. Спущений на воду 20 квітня 1945 року, вступив у стрій 27 жовтня 1945 року. Початково мав назву «Корал Сі» (англ. Coral Sea), але 8 травня 1945 року перейменований на «Франклін Рузвельт», на честь президента Франкліна Рузвельта, який не дожив до перемоги в Другій світовій війні буквально декілька тижнів. Це був перший корабель в історії США, названий на честь політичного діяча.
Після вступу у стрій корабель увійшов до складу Атлантичного флоту США. Став першим авіаносцем, на який була здійснена посадка реактивного літака (FH-1 «Фантом»).
У 1946 році здійснив похід у Середземне море, під час якого відвідав Афіни в рамках підтримки, яку США надавали уряду Греції у війні з прокомуністичними партизанами.
Після повернення у США корабель пройшов ремонт, під час якого зчетверені 40-мм зенітні автомати «Бофорс» були замінені 40 спареними (20×2) 76-мм гарматами Mk 22.
З вересня 1948 по січень 1949 року «Франклін Рузвельт» здійснив новий похід у Середземне море.
У 1950 році він став першим кораблем, який вийшов у море з ядерною зброєю на борту.
У вересні-жовтні 1952 року авіаносець брав участь у навчаннях «Мейнбрейс» — перших великих навчаннях НАТО в Північній Атлантиці.

### Програма модернізації SCB-110
В квітні 1954 — квітні 1956 року "Франклін Рузвельт пройшов модернізацію за програмою SCB-110. Корабель отримав закритий штормовий ніс (англ. hurricane bow), три нові парові катапульти (одну C-11-2 і дві C-11-1), посилений аерофінішер, кутову посадкову палубу довжиною 147 м. Кормовий літакопідйомник був зміщений на край палуби з правого борту, носовий літакопідйомник був збільшений; вантажопідйомність кожного з літакопідйомників була доведена до 34 тонн. Збільшився об'єм цистерн для авіаційного палива (з 1320 до 1700 м³). Стандартна водотоннажність зросла до 51 000 тонн, повна — до 63 400 тонн. Для компенсації ваги була знята частина 127-мм гармат та демонтований броньовий пояс масою 3200 тонн.
Суттєвої модернізації зазнало електронне обладнання. На кораблі на новій трубчастій мачті був встановлений трикоординатний радар AN/SPS-8 і радар повітряного огляду AN/SPS-12.

### Подальша служба
Після модернізації «Франклін Рузвельт» був переведений на Тихий океан, де брав участь у війні у В'єтнамі (21.06.1966 — 21.02.1967). 4 листопада 1966 року, перебуваючи у Південно-Китайському морі, постраждав від пожежі, яка виникла під час прийому палива з танкера-заправника.
В 1968 році ВМС США планували розпочати реконструкцію «Франкліна Рузвельта» за програмою SCB-101, яку незадовго до цього, у 1966—1970 роках, пройшов «Мідвей». Але вартість реконструкції «Мідвея» (202 млн доларів), викликала серйозну критику, тому сума, виділена на модернізацію «Франкліна Рузвельта», становила всього 46 млн доларів. Метою модернізацію була адаптація авіаносця для використання нових літаків Grumman A-6 «Інтрудер» та A-7 «Корсар II».
В жовтні 1973 року, під час арабо-ізраїльської війни, корабель перебував у Середземному морі та служив проміжним пунктом у забезпеченні перельоту з США 50 переданих Ізраїлю штурмовиків A-4 «Скайхок». 4 жовтня 1976 року на авіаносці була сформована перша ескадрилья літаків з вертикальним зльотом та посадкою AV-8A «Харріер».
21 квітня 1977 року авіаносець повернувся в США зі свого останнього походу в Середземне море. На той час корабель, незважаючи на ремонти та модернізації, перебував у поганому стані. Постійно виникали проблеми з турбінами General Electric порівняно з турбінами Westinghouse, якими були оснащені інші кораблі серії. У 1977 році, коли вступив у стрій авіаносець «Дуайт Ейзенхауер», другий авіаносець класу «Німіц», було прийняте рішення вивести «Франклін Рузвельт» зі складу флоту.
Спроби перетворити «Франклін Рузвельт» на корабель-музей не увінчались успіхом. Через поганий стан виводити корабель у резерв вирішили за недоцільне. Крім того, деякі адмірали боялись, що підтримка «Франкліна Рузвельта» в резерві дасть привід адміністрації Джиммі Картера заморозити будівництво нових авіаносців класу «Німіц». Тому у 1978 році корабель був проданий на злам і того ж року утилізований.